# Kobra Paige
Kobra Paige, nacida bajo el nombre de Brittany Paige Bullen (14 de octubre de 1988, Calgary, Canadá) es una cantante canadiense, conocida por ser la vocalista de la banda de heavy metal Kobra and the Lotus.

## Carrera musical
Kobra inició tomando clases de canto y piano clásicos a la edad de 7 años, pero a los 15, tras asistir a un concierto de Judas Priest, se percató que el heavy metal era el estilo musical adecuado a para su gusto y voz. Tiempo después, surgió un anuncio en un periódico local, en donde una banda buscaba un baterista y Kobra postuló. Al momento de la audición ella les revela que no era baterista, sino que cantante y tras varias pruebas logra quedar en la agrupación. Es así como surge Kobra and the Lotus y graban su primer álbum de estudio Out of the Pit. Tras el éxito que comenzó a tener esta banda, Kobra Paige fue seleccionada para ser rostro del calendario de Metal Hammer del año 2010.
EL 2014, durante el tour de la banda por su tercer álbum, High Priestess, Kobra es diagnosticada con la enfermedad de Lyme, lo que la mantuvo fuera de escenarios por un tiempo. Para mantener a sus seguidores vigentes e interesados, la banda grabó un EP donde incluían canciones de sus artistas favoritos de rock canadiense, llamado Words of the Prophets. El mismo año es invitada a participar en la gira europea y sudamericana del super-grupo Metal All Stars, junto a artistas como James LaBrie, Udo Dirkschneider, Joey Belladonna, Max Cavalera y Zakk Wylde. El 2015, Kobra y su banda fueron de gira junto a Kamelot en Europa, momento en el cual es invitada para ser la cantante femenina de la banda en el tour Haven Tour.
En junio del 2019, Kobra Paige y el vocalista de Kamelot Tommy Karevik anuncian su compromiso de matrimonio.

## Discografía

### Kobra and the Lotus
Álbumes de estudio
- Out of the Pit (2010)
- Kobra and the Lotus (2012)
- High Priestess (2014)
- Prevail I  (2017)
- Prevail II  (2018)

EPs
- Words of the Prophets (2015)